# Sveriges herrlandslag i dragkamp
Sveriges herrlandslag i dragkamp har ända sedan den moderna dragkampen växte fram i slutet av 1800-talet representerat Sverige. Bland den moderna dragkampens pionjärer fanns Viktor Balck, känd som den svenska idrottens fader, som tog med sig Tug of War från England och etablerade det som en modern sport. Vid de olympiska spelen 1900 i Paris ingick dragkamp i det olympiska programmet för första gången. Tävlingen vanns av ett svensk-danskt lag, vilket gav Sverige den första olympiska guldmedaljen. Vid de olympiska spelen i Stockholm 1912 tog ett helsvenskt lag guld. Ett år senare, 1913, tog laget VM-guld i Breslau. Landslaget har fortsatt att vara framgångsrikt, även om dragkamp sedan 1920 inte längre finns med på det olympiska programmet. VM-guld har under senare tid bland annat tagits 1998 och 2006.